# Dirck Helmbreker
Dirk o Theodor Helmbreker o Helmbrecker (Haarlem, 1633 o 1624 – Roma, 1696) è stato un pittore e disegnatore olandese del secolo d'oro.

## Biografia
Figlio di Cornelis, musicista e organista della chiesa di Saint Bavo ad Haarlem, fu inizialmente destinato dal padre alla carriera musicale, ma ben presto dimostrò attitudine per la pittura.
Dopo aver studiato presso il pittore di figure Pieter de Grebber verso la fine degli anni '40, entrò nella Corporazione di San Luca ad Haarlem nel 1652.
Successivamente viaggiò con Cornelis Bega, Guillam Dubois (c. 1610-1680) e Vincent Laurentszoon van der Vinne in Germania, Svizzera ed Italia. Arrivò a Venezia, dove trovò protezione presso il senatore Loredano per quattro mesi, e fu a Roma nel 1654.  A partire dal 1659 si stabilì a Roma dove si associò alla Schildersbent (birds of a feather), un gruppo di artisti nordeuropei che si opponevano all'Accademia romana. Studiò le opere dei grandi maestri del passato.
Nel 1678 si trasferì a Parigi, dove lavorò con Frederik de Moucheron. Dopo tre anni ritornò in Italia, dove ebbe commissioni a Torino, Firenze e Roma. Lavorò anche con Viviano Codazzi.
Filippo Baldinucci scrisse una sua biografia nel 1694 basandosi sulle informazioni fornite dal religioso Francesco Marucelli che possedeva ventun opere di Helmbreker. Secondo quest'ultimo, importanti collezionisti a Roma e Firenze (Marucelli, Folco Rinuccini, Pierantonio Gerini (1650–1707), il Cardinal Flavio Chigi, il Conte Angiolosa e la famiglia Colonna) si disputavano i dipinti di Helmbreker, che erano venduti per grosse cifre.  Fra gli estimatori di Helmbreker vi era anche il Principe Ferdinando de' Medici, che prediligeva le opere di piccole dimensioni, tanto da aver destinato un'apposita stanza per i dipinti di questo tipo. Egli possedeva alcuni dipinti di quest'artista tra cui Ballo di contadini (il saltarello), che rientra nel genere delle bambocciate a molte figure di cui Helmbreker era specialista, Cucina rustica (capriccio di zingari, suonatori e bevitori).
Lavorò per il Cardinale de' Medici per circa quattro mesi. Dipinse parecchi quadri a Roma per i Gesuiti, che gli fornirono un alloggio per due anni.
Nel 1695 dipinse un quadro per l'altare principale della Chiesa di San Giuliano dei Fiamminghi a Roma.
Spesso Helmbreker creava composizioni complesse con molte diverse scene aneddotiche e figure. Enfatizzando temi non impegnativi, dipingeva spesso anche scene religiose con sfondi costituiti da paesaggi con rovine di edifici romani, evidenziando così la fine della distinzione tra pittura paesaggistica e di genere, fondendo stile fiammingo e stile italiano e ricordando talvolta i dipinti di Pieter van Laer.

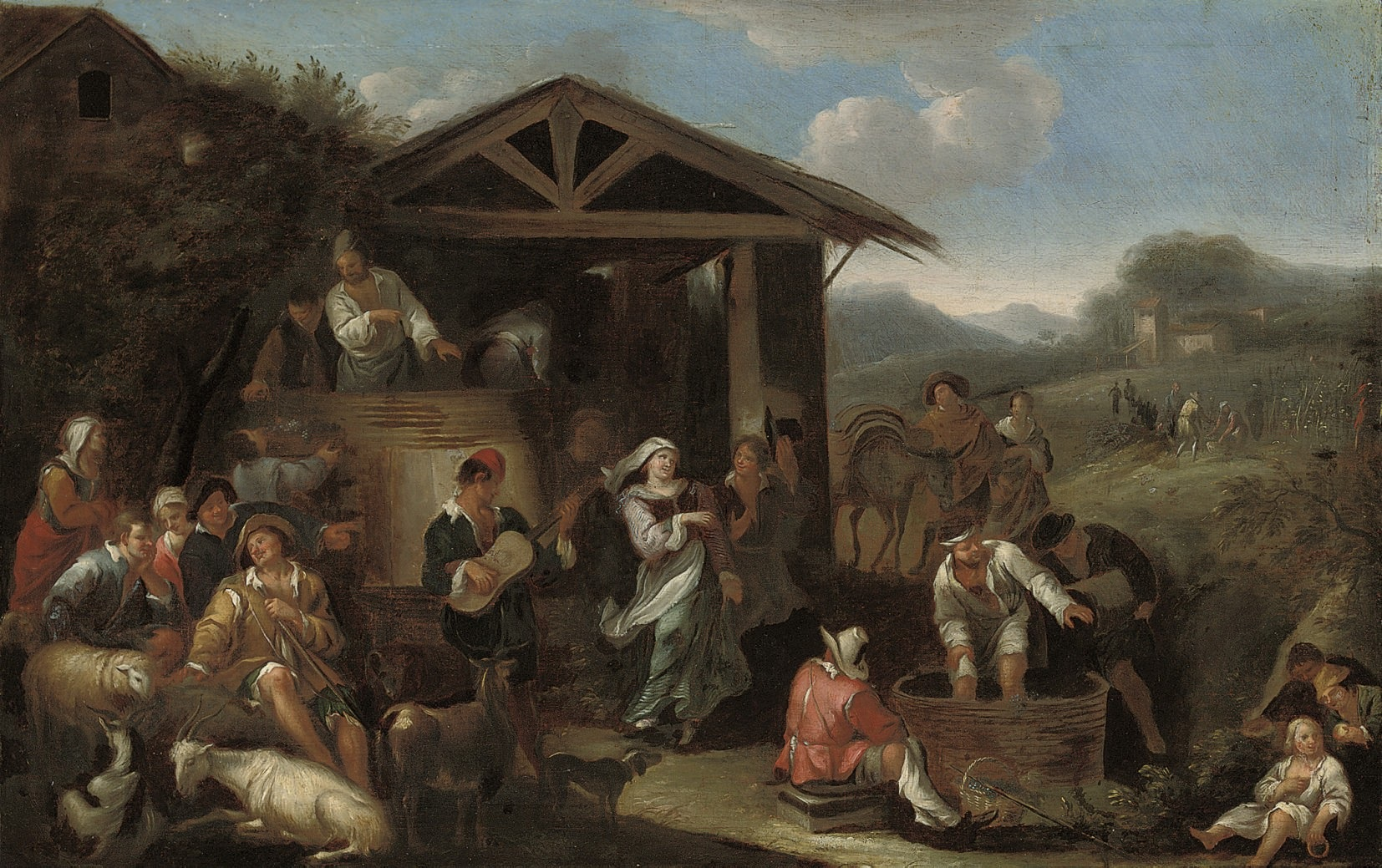
Paesaggio italiano con contadini (ca. 1650)
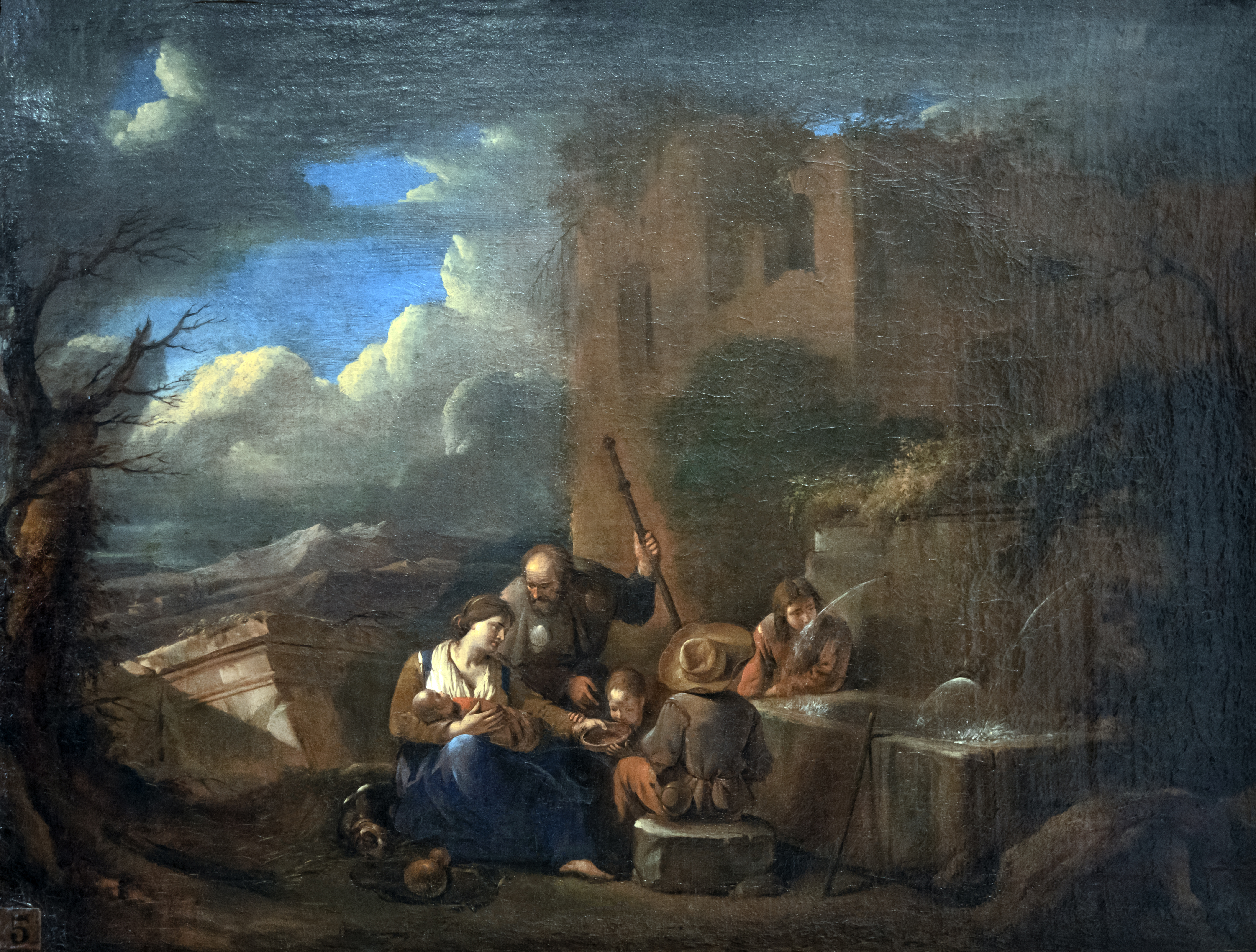
Pellegrini vicino a una fontana (ca. 1670)

## Opere
- Studio; due uomini, sanguigna, 1650 c.[7]
- Il ciarlatano, olio su tela, 59 x 73 cm, Gemäldegalerie Alte Meister, Kassel, 1660-1670[8]
- Autoritratto, disegno a sanguigna, 30,7 x 20,3 cm, Ailsa Mellon Bruce Fund, National Gallery of Art, Washington[9]
- L'annunciazione, olio su pannello. 30 x 23 cm[10]
- Ballo di contadini (il saltarello), Firenze, Cenacolo di Andrea del Sarto, Depositi delle Gallerie fiorentine, 1690 c.[5]
- Cucina rustica ovvero Capriccio di zingari, suonatori e bevitori[5]
- Villici napoletani, due, Museo di palazzo Mansi, Lucca[11]
- Tentazione di Cristo[6]
- Cristo che porta la croce[6]
- Cristo di fronte a Pilato[6]
- Cristo crocifisso[6]
- Monaci francescani che distribuiscono cibo[6]
- Paesaggio di montagna con alberi, cespugli e uno stagno e un mulattiere con mulo e cane, Dirck Helmbreker e Jean Hackert[12]
- Paesaggio italiano con contadini che fanno festa e pigiano l'uva, olio su tela, 64,2 × 96,5 cm, collezione privata, 1650 c.
- Un villaggio con contadini che sorvegliano del bestiame e sullo sfondo un paesaggio di montagna, olio su tela, 81,9 x 117,1 cm[13]